# Bogojevići
Bogojevići (cyr. Богојевићи) – wieś w Serbii, w okręgu zlatiborskim, w gminie Arilje. W 2011 roku liczyła 634 mieszkańców.